# Reithalle der Prager Burg

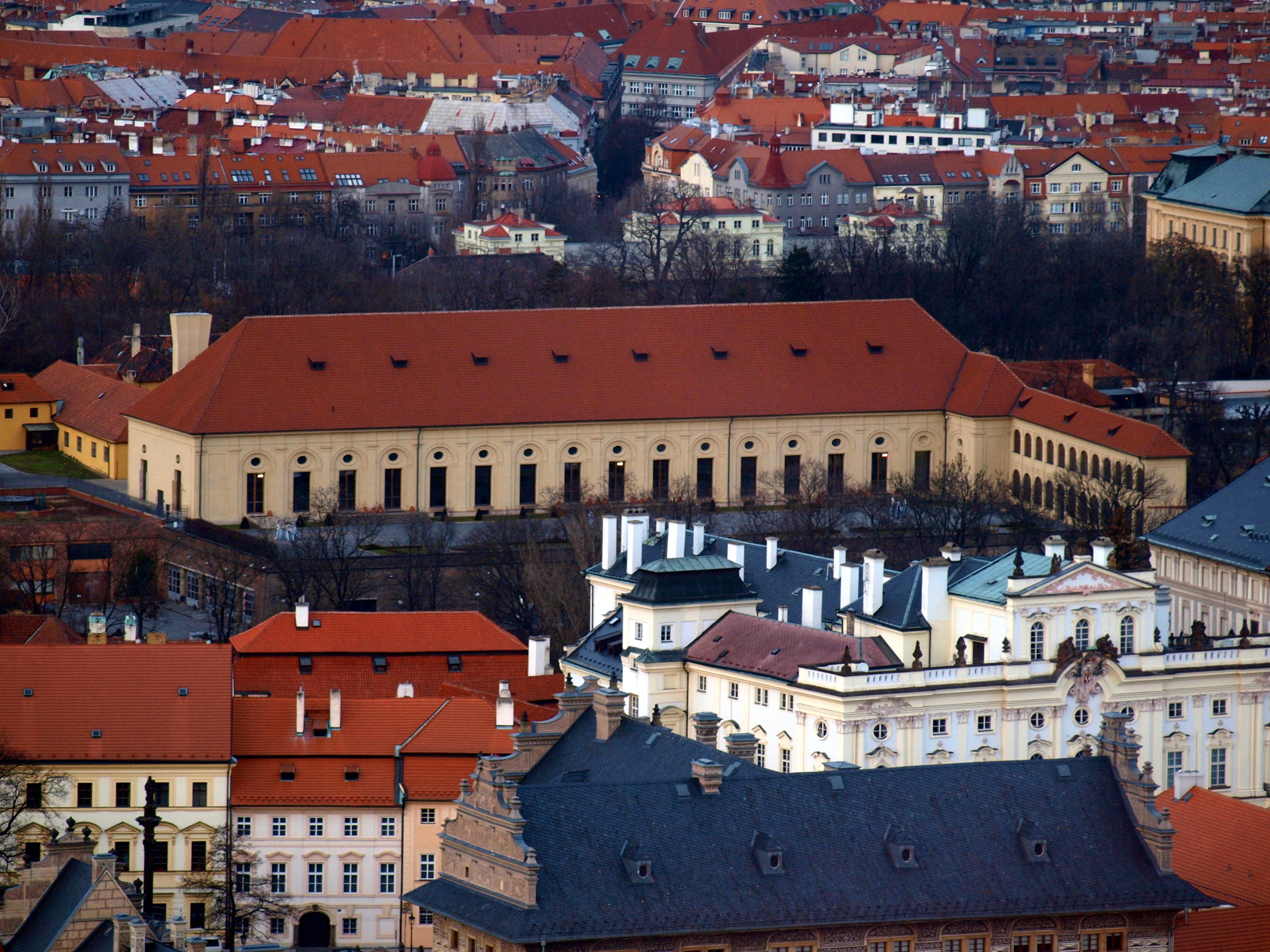
Die Reithalle der Prager Burg

Die Reithalle der Prager Burg (tschechisch Jízdárna Pražského hradu), auch (ehemalige) Hofreitschule genannt, befindet sich in der Straße U Prašného mostu (Bei der Pulverbrücke), die über den Jelení příkop (Hirschgraben) zur Prager Burg führt, Haus Nr. 53/7. Die Barockfassade aus dem 17. Jahrhundert bildet die Westseite der Straße U Prašného mostu gegenüber dem Königlichen Garten. Seit der Mitte des 20. Jahrhunderts wird die Reithalle für Kunstausstellungen genutzt. Die große Terrasse an der Südseite ist als ein Garten gestaltet und bietet einen schönen Blick auf den Veitsdom und einen Teil der ehemaligen nördlichen Burgbefestigung.

## Geschichte und Beschreibung

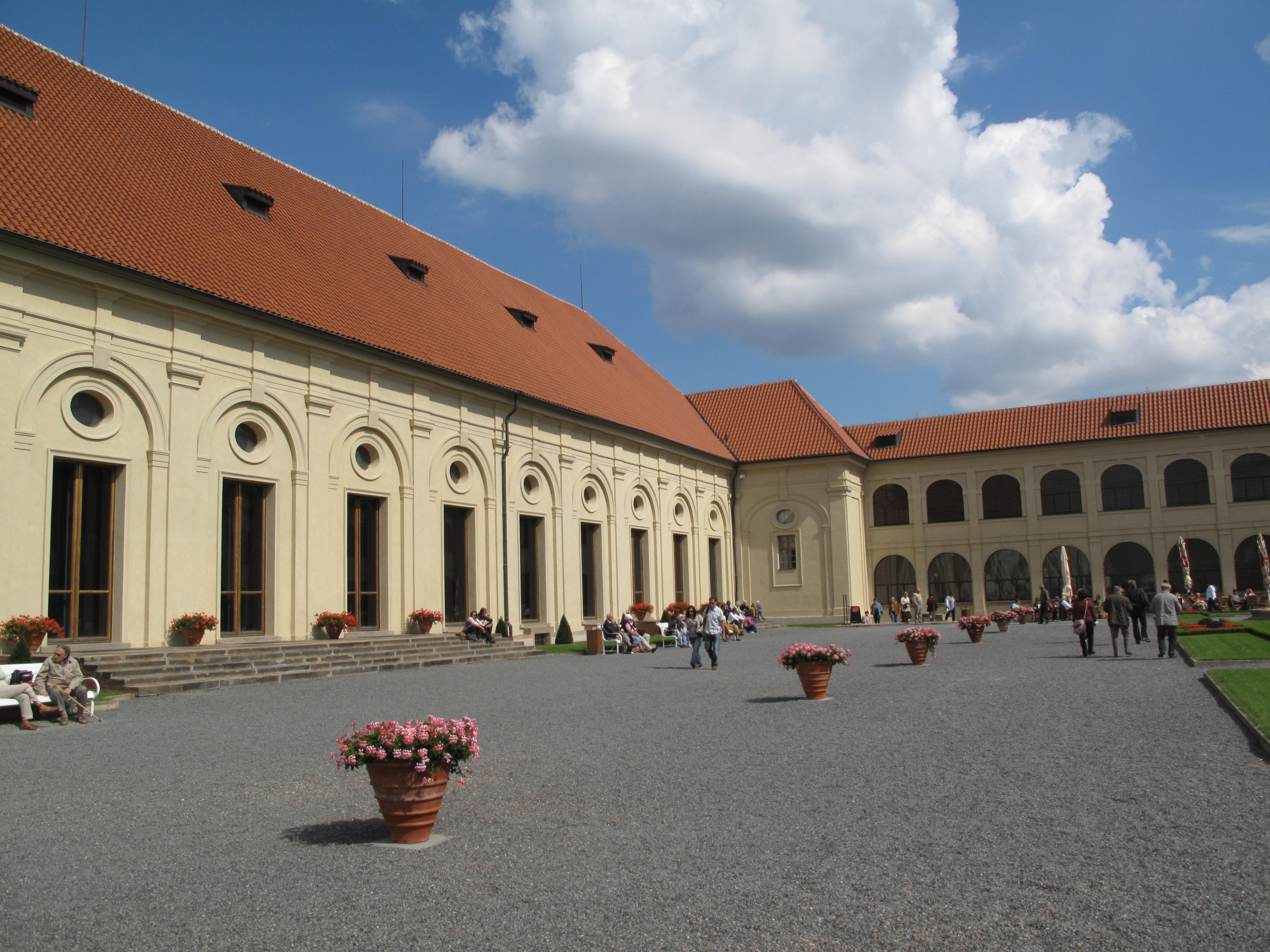
Auf der Terrasse vor der Reithalle

Die Reithalle wurde in den 1690er Jahren nach einem Entwurf des Architekten Jean Baptiste Mathey für Kaiser Leopold I. erbaut. Der Baumeister war Marco Antonio Canevalle. Die Halle diente dem Reittraining und Reitturnieren zur Unterhaltung des Adels. Die Eingangsfassade schmückt ein Stuckrelief mit springenden Pferden und den Büsten eines Türken und eines Mohren. Ursprünglich befand sich hier auch ein Relief des kaiserlichen Reichsadlers, das Präsident T. G. Masaryk im Jahr 1918 entfernen ließ.
Die Reithalle wurde an der Stelle einer kleineren Reithalle aus der Zeit Rudolfs II. errichtet. Sie bestand aus einer Sommerreithalle und einer Winterreithalle. Dahinter befand sich die königliche Fasanerie mit einem angrenzenden Fischteich. Hier wurden Fische gezüchtet, und der Teich diente auch als Wasserreservoir für die Gärten. Heute befindet sich hinter der Reithalle der Lumbe-Garten (Lumbeho zahrada, nicht öffentlich zugänglich) mit der Lumbe-Villa, der Residenz des Staatspräsidenten.
Während der preußischen Belagerung Prags im Jahr 1757 brannte die Halle ab, wurde aber wieder aufgebaut. Damals erhielt sie auch ihr heutiges Dach. Unter Kaiser Joseph II. wurde die Halle zusammen mit dem Ballhaus im Königlichen Garten in ein Militärlager umgewandelt.
In den Jahren 1948–1949 wurde die Reithalle nach einem Projekt des Architekten Pavel Janák zu einer Ausstellungshalle umgebaut. In den Jahren 1950–1956 wurden an der Stelle der Sommerreithalle Garagen errichtet. Das Dach der Garagen bildet eine große Terrasse, auf der Pavel Janák einen Garten entwarf. Der Garten hat eine Fläche von 3452 m² und ist der jüngste der Prager Burggärten. Die Terrasse bietet eine beeindruckende Sicht auf die Prager Burg und wird gelegentlich für Konzerte und andere kulturelle Veranstaltungen genutzt.